# Kanton Saint-Paul-Cap-de-Joux
Kanton Saint-Paul-Cap-de-Joux is een voormalig kanton van het Franse departement Tarn. Kanton Saint-Paul-Cap-de-Joux maakte deel uit van het arrondissement Castres en telde 3661 inwoners in 1999. Het werd opgeheven bij decreet van 17 februari 2014 met uitwerking op 22  maart 2015.

## Gemeenten
Het kanton Saint-Paul-Cap-de-Joux omvatte de volgende gemeenten:
- Cabanès
- Damiatte
- Fiac
- Magrin
- Massac-Séran
- Prades
- Pratviel
- Saint-Paul-Cap-de-Joux (hoofdplaats)
- Teyssode
- Viterbe